# Andelle
Die Andelle ist ein Fluss in Frankreich, der in der Region Normandie verläuft. Sie entspringt in der Landschaft Pays de Bray, im Gemeindegebiet von Serqueux, entwässert generell in südwestlicher Richtung durch die historische Provinz Vexin Normand und mündet nach rund 57 Kilometern im Gemeindegebiet von Pîtres als rechter Nebenfluss in die Seine. Auf ihrem Weg durchquert die Andelle die Départements Seine-Maritime und Eure.

## Orte am Fluss
- Forges-les-Eaux
- Sigy-en-Bray
- Nolléval
- Croisy-sur-Andelle
- Perriers-sur-Andelle
- Charleval
- Fleury-sur-Andelle
- Radepont
- Pont-Saint-Pierre
- Romilly-sur-Andelle
- Pîtres